# Дональд I (король Шотландии)
Дональд (Домнал) I (англ. Donald I, гэльск. Domnall mac Ailpín; ок. 812 — 13 апреля 862) — король Альбы (Шотландии) с 858 года, сын Алпина II, короля Дал Риады, брат короля Кеннета I, которому и наследовал. Как и Кеннет I, Дональд I в ирландских анналах упоминается с титулом короля пиктов. Во время его правления в королевстве распространились так называемые «законы Аэда».

## Биография
Дональд родился около 812 года на острове Айона. Он был сыном короля Дал Риады Алпина II и младшим братом короля Кеннета I, который умер в феврале 858 года. У Кеннета было двое сыновей, но по действовавшей в королевстве системе наследования танистри в землях, которые позже получили название «королевство Альба», монарху наследовал не старший сын, а брат Дональд.
Хотя в поздних источниках Дональда и называют «королём Альбы» (Шотландии), в современных ему «Анналах Ульстера» Дональд, как и Кеннет с сыновьями, носит титул «короля пиктов». Возможно, этот титул подразумевал претензии Кеннета и его ближайших преемников на все земли, в которых жили пикты, но существует очень мало свидетельств того, насколько далеко простирались владения Кеннета и Дональда.
Основным шотландским источником для биографии Дональда является «Хроника королей Альбы». Она сохранилась в рукописи XIV века, известной как «Манускрипт Попплетона», и описывает события, относящиеся к правлению первых королей скотов от Кеннета I до Кеннета II (ум. 995). Первоначально это был просто список королей с датами правления, но в X веке к нему были добавлены детали правления.
Согласно «Анналам Ульстера» и «Хронике королей Альбы» Дональд правил четыре года (по другим сведениям — три года и три месяца). Во время его правления в королевстве распространились законы, созданные королём Дал Риады Аэдом (так называемые «законы Аэда»). Поскольку в источниках сообщается, что законы были обнародованы, а не созданы, исследователи предполагают, что они были совокупностью обычного ирландского права, которое Дональд распространил на Пиктландию. Текст их не сохранился, но возможно, что они идентичны так называемым «Законам Макальпина», которые были известны в Шотландии в XIII веке. Также во время правления Дональда были укреплены Фордун, Бойс и Бьюкен.
Дональд умер 13 апреля 862 года. Местом его смерти в «Хронике королей Альбы» называется дворец Киннбеллатор, однако точно не установлено, где этот дворец находился. В более поздних хрониках говорится, что Дональд умер в Ратинверамоне; по предположению историка Уильяма Скена, данное место представляло собой «форт в устье реки Алмонд» в Пертшире. Возможно, речь идёт об одном и том же месте, располагавшемся недалеко от Фортевиота, который согласно археологическим исследованиям мог быть королевской резиденцией в это время. Похоронили Дональда в королевской усыпальнице на острове Айона.
Дональду наследовал его племянник Константин I, старший сын Кеннета I.
Некоторые исследователи выдвигали гипотезу, что сыном Дональда был король Гирик, однако отцом последнего источники называют Дунгала. Кроме того, высказывались предположения, что Дункан мог быть женат на пиктской принцессе, однако никаких документальных доказательств данной гипотезы не существует.